# Mat '24

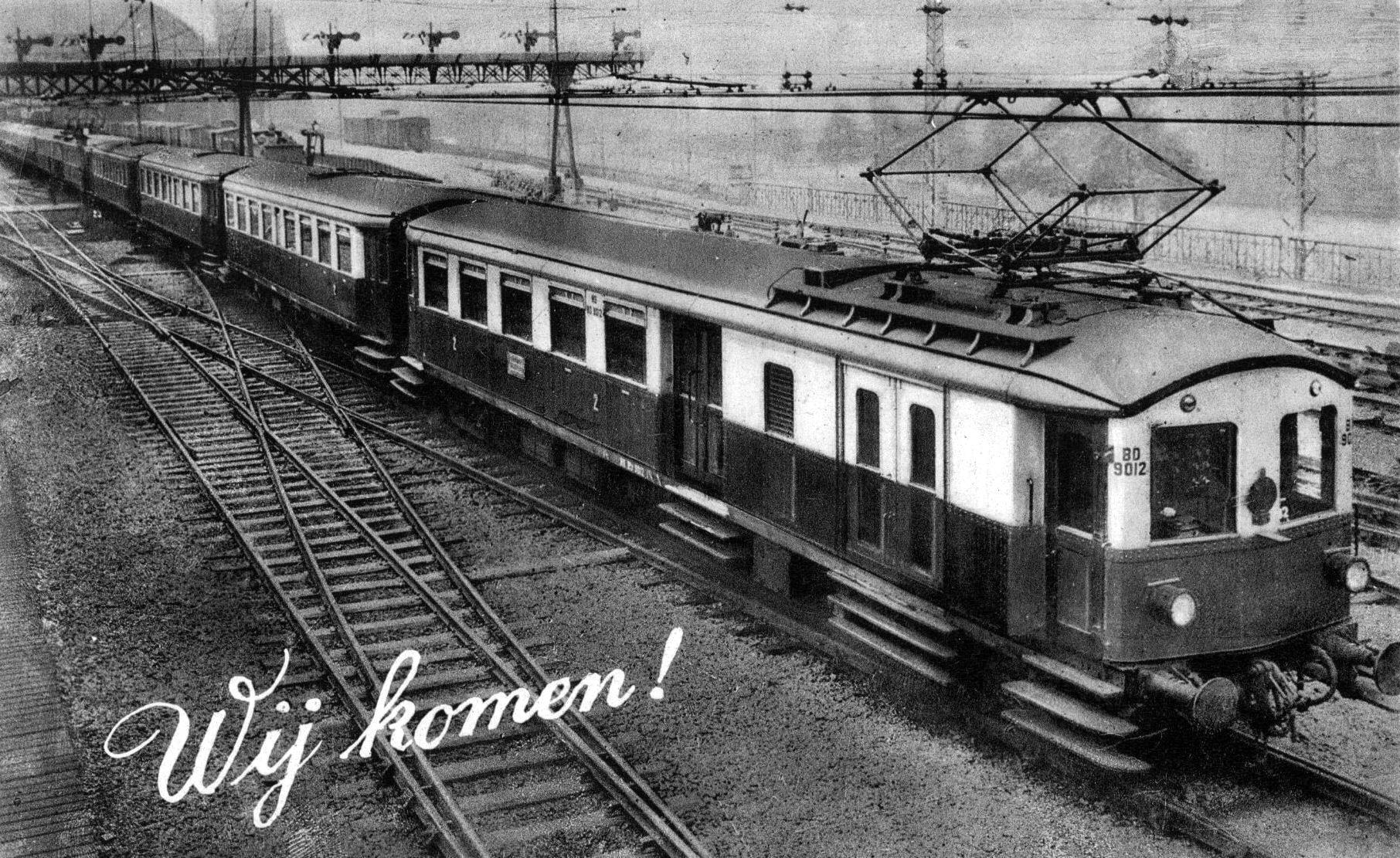
Elektrische trein van de NS van het type Materieel '24 te Amsterdam CS; circa 1927. Vooraan motorwagen BD 9012. Collectie van het Utrechts Archief.

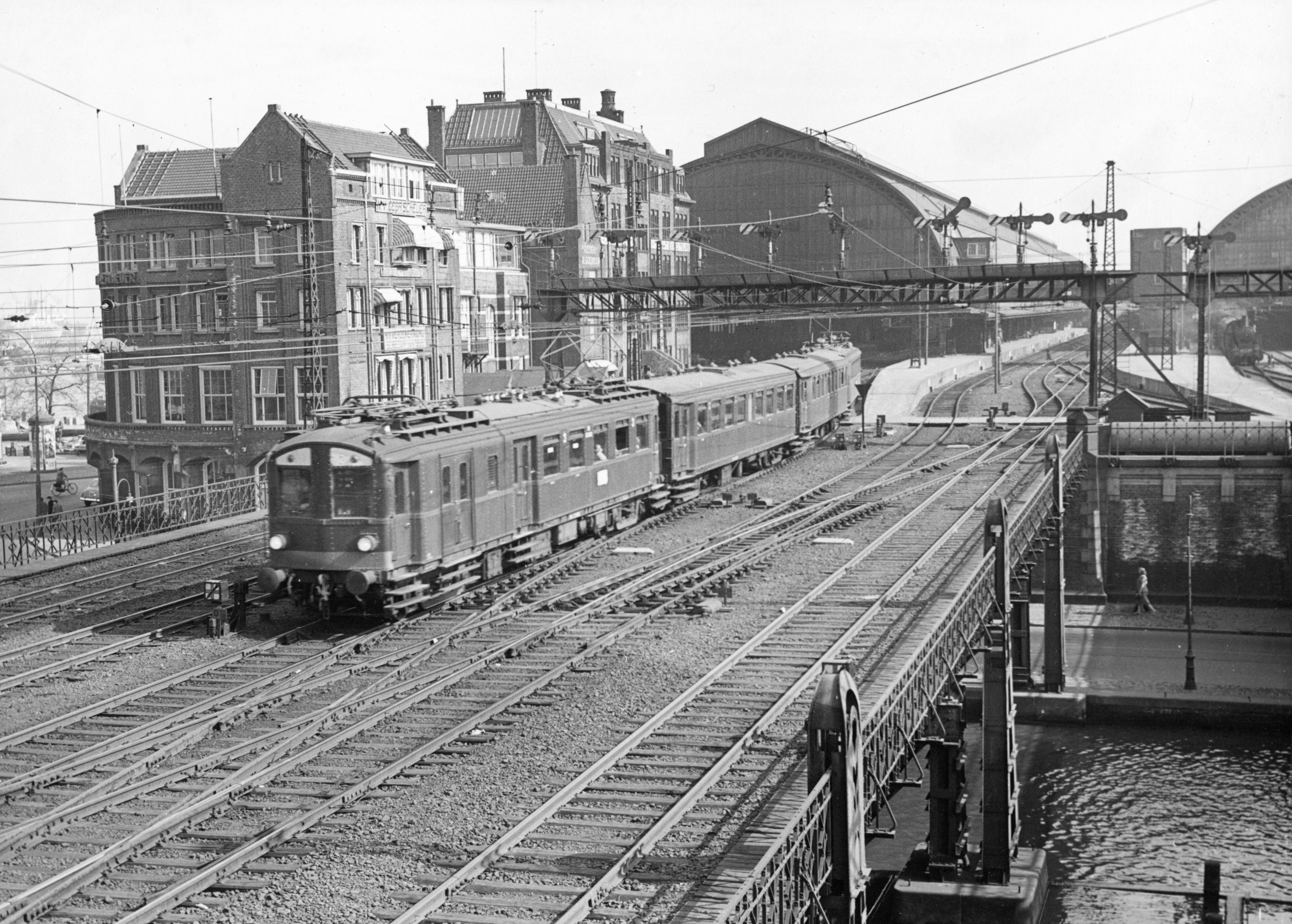
Trein bestaande uit buffermaterieel ('blokkendozen', mat '24) bij het Amsterdamse Centraal Station; 1953.

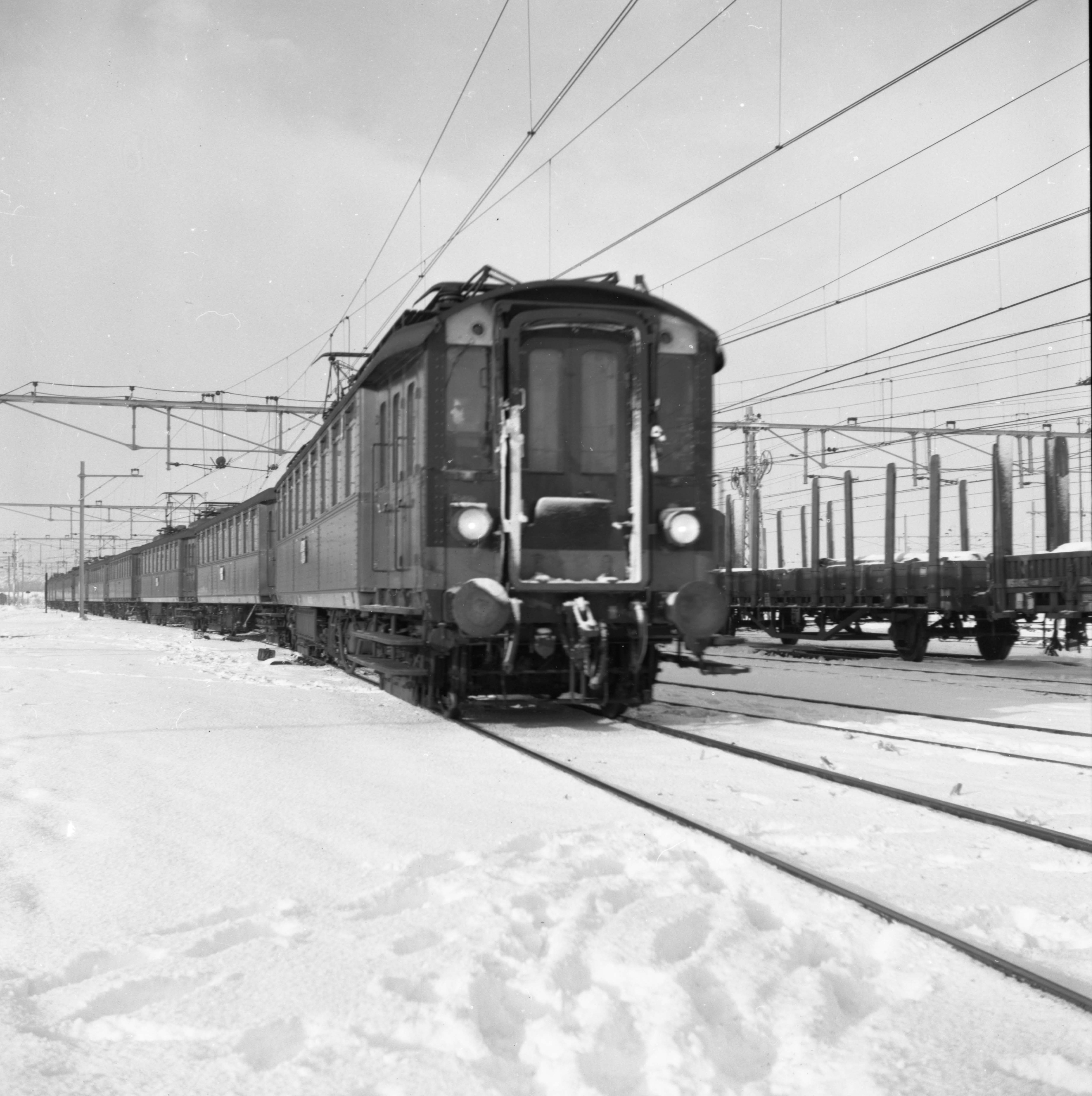
Elektrische trein type Materieel '24 met stuurstandrijtuig voorop te Utrecht C.S.; 23 januari 1958.

Materieel '24 was een serie elektrisch spoorwegmaterieel van de Nederlandse Spoorwegen. Na de komst van het elektrische stroomlijnmaterieel sinds 1935 werd de benaming van dit materieel Blokkendozen, naar het hoekige model. Sommige NS-ers en spoorwegbelangstellenden spraken steevast over "(elektrisch) buffermaterieel", ter onderscheiding van de gestroomlijnde, bufferloze elektrische treinstellen van de types Mat '35, Mat '36 en Mat '40.
Bij het ontwerp van dit materieel in 1924 werd gebruikgemaakt van de ervaringen die waren opgedaan met het eerste elektrische materieel in Nederland, het ZHESM-materieel uit 1908 dat gebruikt werd op de spoorlijn Rotterdam Hofplein - Scheveningen (Hofpleinlijn).

## Kenmerken
Met de motorrijtuigen en rijtuigen werden min of meer vaste combinaties (treinstammen) gevormd, meestal bestaande uit twee motorrijtuigen in treinschakeling en twee of drie tussenrijtuigen. De motorwagens waren aanvankelijk aan één zijde voorzien van een stuurstand. Ter vergroting van de inzetbaarheid werden later ook motorrijtuigen afgeleverd die waren voorzien van een vouwbalg, met daarnaast een (naar hedendaagse maatstaven krappe) bestuurderscabine.
Door de aanwezigheid van buffers en schroefkoppelingen kon dit materieel ook in getrokken treinen worden ingezet. Andersom konden ook andere typen rijtuigen, indien voorzien van een stuurstroomleiding, in blokkendoostreinen worden ingezet. Dit was vanaf 15 mei 1928 het geval in treinen op de Oude Lijn, waarin CIWL-restauratierijtuigen waren opgenomen.

## Samenstelling en nummering
De Blokkendozen zijn elektrisch buffermaterieel en bestaan uit een groot aantal verschillende soorten motorrijtuigen en volgrijtuigen. Het totaal aantal geproduceerde blokkendozen komt op 259 stuks. Hieronder een overzicht van deze verschillende deelseries:

### Oorspronkelijke varianten
| Aanduiding | Aantal | Serie       | Uitvoering                                                                                          | Opmerking |
| ---------- | ------ | ----------- | --------------------------------------------------------------------------------------------------- | --- |
| mBD        | 30     | 9001 - 9030 | Motorrijtuig met bagageafdeling en 2e klasse (40 plaatsen) met bagageruimte                         | |
| mCd        | 47     | 9401 - 9447 | Motorrijtuig 3e klasse (88 plaatsen) met aan een zijde een stuurstand en doorgangsmogelijkheid      | |
| mC         | 38     | 9001 - 9038 | Motorrijtuig 3e klasse (88 plaatsen) met aan een zijde een stuurstand, zonder doorgangsmogelijkheid | |
| mABD       | 4      | 9001 - 9004 | Motorrijtuig 1e en 2e klasse met extra bagageruimte                                                 | Gebouwd voor inzet op Haarlem - IJmuiden |
| mBD        | 11     | 9151 - 9161 | Motorrijtuig met bagageafdeling en 2e klasse (32 plaatsen) met extra bagageruimte                   | |
| Aec        | 27     | 8501 - 8527 | Tussenrijtuig 1e klasse (42 plaatsen)                                                               | |
| Bec        | 33     | 8501 - 8533 | Tussenrijtuig 2e klasse (64 plaatsen)                                                               | De 8503 - 8512 zijn de voormalige B 7501 - 7510, de eerste serie geheel stalen rijtuigen van de NS, gebouwd als proef voor de internationale dienst. |
| Cec        | 55     | 8501 - 8555 | Tussenrijtuig 3e klasse (88 plaatsen)                                                               | |
| ABec       | 11     | 8501 - 8511 | Tussenrijtuig 1e en 2e klasse voorzien van midden-instapbalkon                                      | Gebouwd voor de lijn Amsterdam-Rotterdam |
| Ces        | 3      | 8101 - 8103 | Stuurstandrijtuig 3e klasse (88 plaatsen) met doorloopmogelijkheid                                  | Gebouwd voor inzet op Haarlem - IJmuiden |

### Verbouwingen jaren dertig
In de jaren dertig werden enkele verbouwingen aan Mat '24 uitgevoerd, zodat het materieel beter voldeed aan de toenmalige vervoersbehoeften. De wit-groene kleurstelling van de treinen werd gewijzigd in groen, aangezien dit minder besmettelijk was voor vuil.
| Nieuwe aanduiding | Aantal | Serie       | Oude aanduiding | Verbouwing                                     |
| ----------------- | ------ | ----------- | --------------- | ---------------------------------------------- |
| ABec              | 4      | 8521 - 8524 | Aec             | Verbouwing van alleen 1e, naar 1e en 2e klasse |
| Bec               | 3      | 8525 - 8527 | Aec             | Verbouwing van 1e naar 2e klasse               |
| Ce8c              | 10     | 8522 - 8531 | Bec             | Verbouwing van 2e naar 3e klasse               |

### Verbouwing tot getrokken rijtuigen en losse dienstwagens
Nadat in 1959 de laatste Blokkendozen als elektrisch buffermaterieel werden ingezet, was de rol van de diverse (motor)rijtuigen nog niet uitgespeeld op het spoorwegnet. Geleidelijk werd in de jaren vijftig een groot deel van het materieel blauw geschilderd en ingezet als getrokken rijtuigen. Hierbij werden van de motorrijtuigen de motoren en stroomafnemers verwijderd. Inzet vond hierbij plaats in verschillende reizigerstreinen. Daarnaast werden de rijtuigen ingezet in militaire verlofgangerstreinen.
| Nieuwe aanduiding | Aantal | Serie                    | Oude aanduiding |
| ----------------- | ------ | ------------------------ | --------------- |
| AB                | 9      | 5611 - 5619              | ABecm           |
| A                 | 20     | 5001 - 5008, 5501 - 5512 | Aec             |
| AB                | 13     | 5101 - 5111, 5601 - 5602 | Bec             |
| B                 | 8      | 5201 - 5208              | Bec/Ce8C        |
| B                 | 45     | 5211 - 5241, 5701 - 5714 | Cec             |
| Bz                | 2      | 5301 - 5302              | Ces             |
| Bz                | 36     | 5831 - 5866              | mCd             |
| Bz                | 51     | 5801 - 5851              | mC              |
| BDz               | 8      | 5901 - 5908              | mBD             |

Naast de verbouwingen van een groot aantal rijtuigen en een deel van de motorrijtuigen tot getrokken rijtuigen, werd een deel van de motorrijtuigen met bagageruimte verbouwd tot dienstwagens voor de NS (mDW) en de PTT (Motorposten). De dienstrijtuigen werden onder meer gebruikt voor het wegleren van machinisten, ATB-meetrijtuig en als railslijpwagen. Met de indienststelling van 35 nieuwe Motorposten in 1965 werden de Blokkendoos-motorposten buiten dienst gesteld.

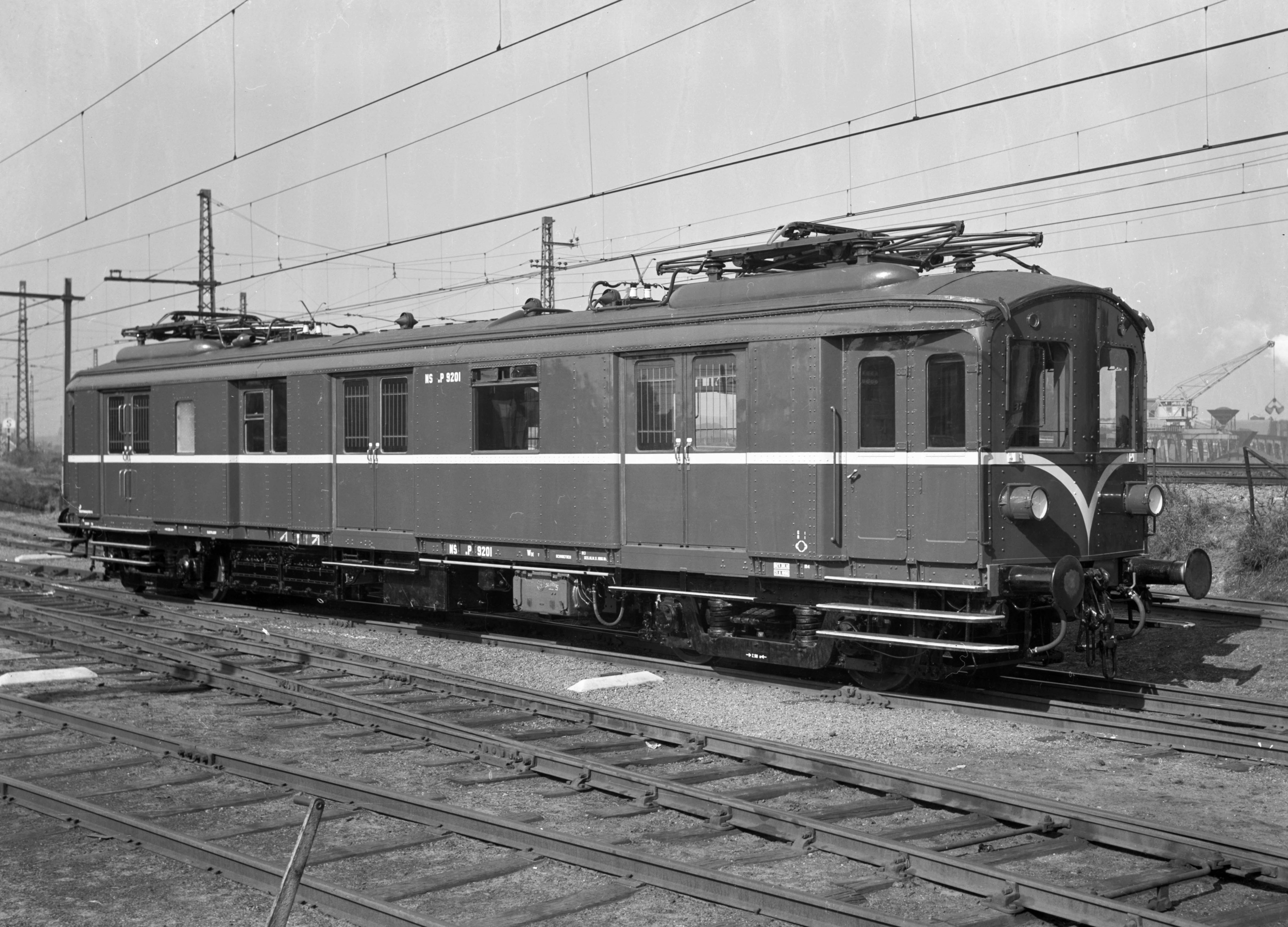
Motorpostrijtuig 9201 kort na de verbouwing te Haarlem; 24 september 1956.

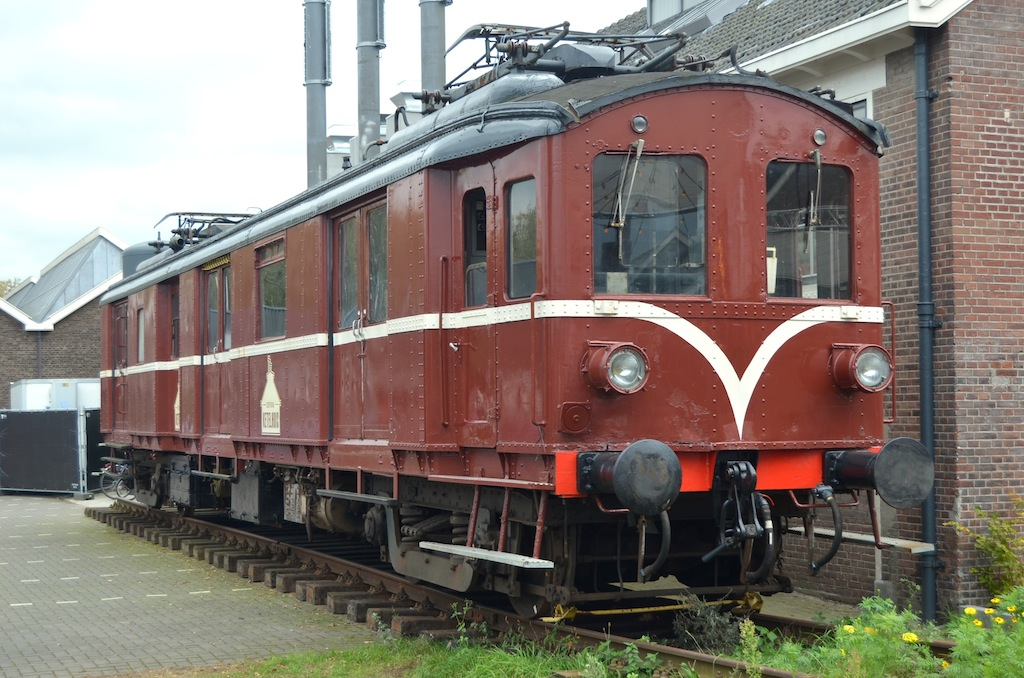
De mBD 9006 'Jules' bij de Wagenwerkplaats Amersfoort tijdens de Spoorparade Amersfoort.

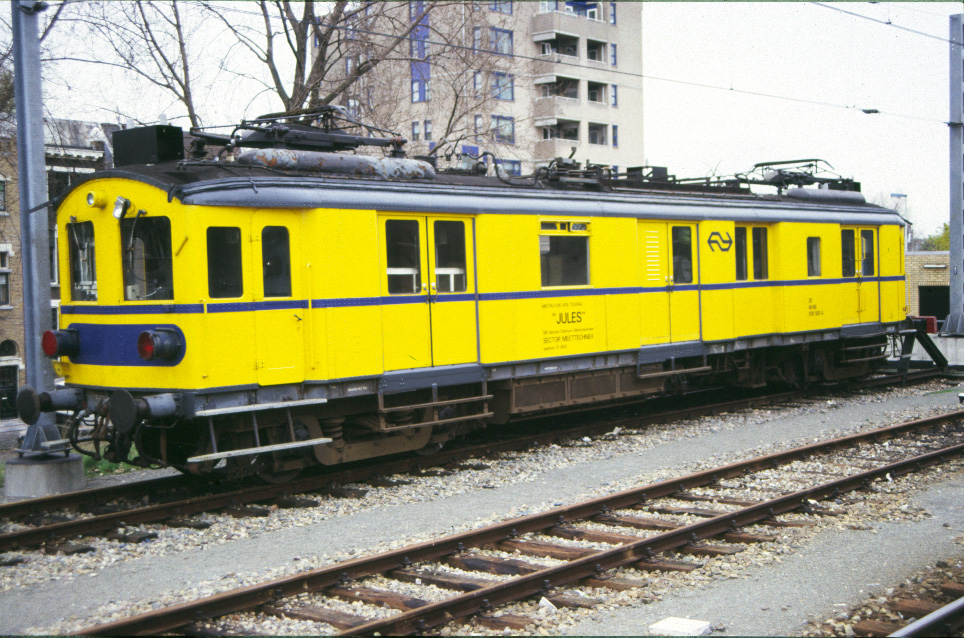
Motordienstwagen Jules (ex-mBD 9006) in Rotterdam.

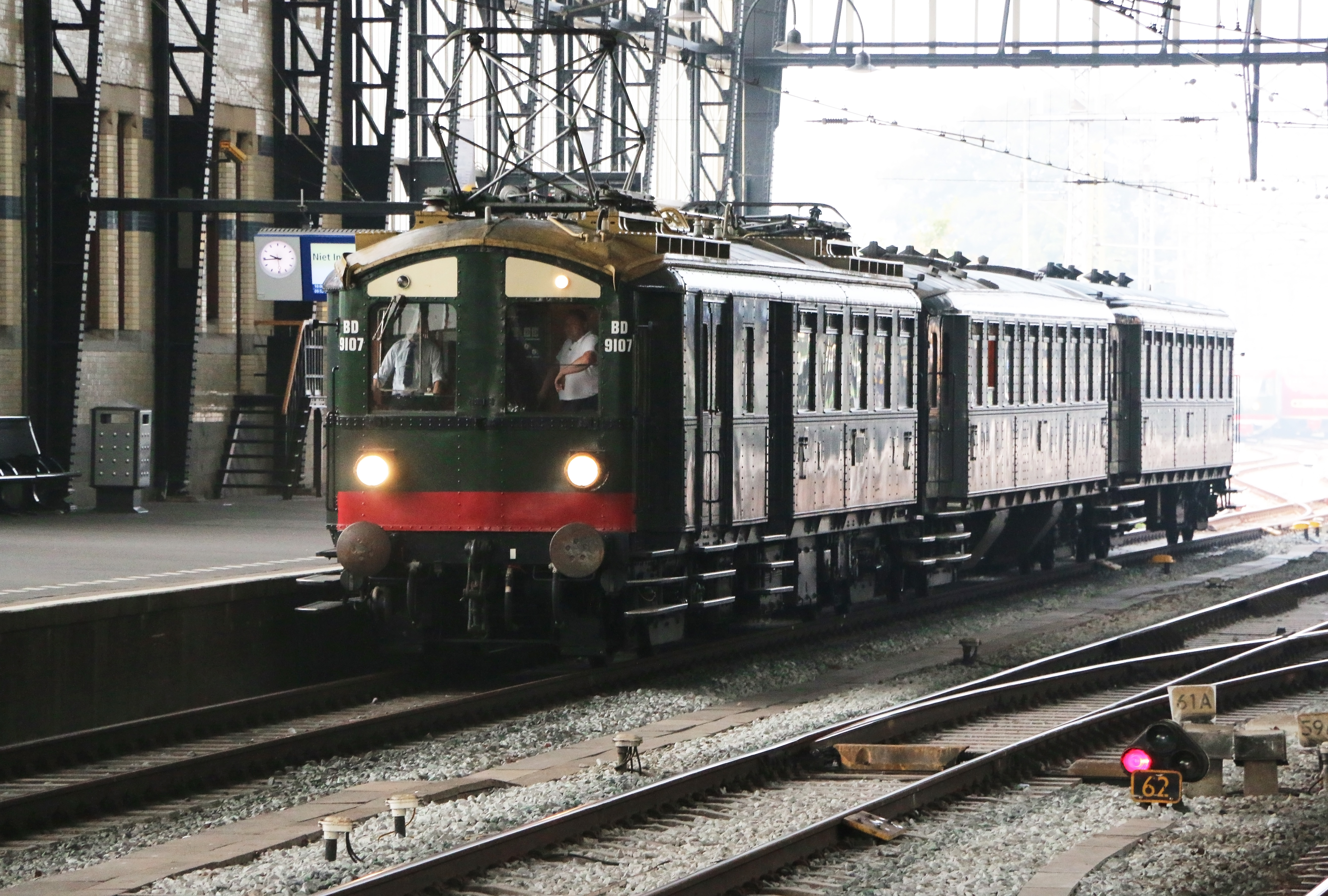
Blokkendozen-treinstel in Station Haarlem.

| Nieuwe aanduiding | Aantal | Serie           | Oude aanduiding |
| ----------------- | ------ | --------------- | --------------- |
| mP                | 13     | 9201 - 9213     | mBD/mCD         |
| mP                | 8      | 9221 - 9228     | mB4D            |
| mP                | 4      | 9231 - 9234     | mABD            |
| mDW               | 5      | 169306 - 169310 | mC              |

## Inzet
Het materieel was in eerste instantie bedoeld om gebruikt te worden op de spoorlijn Amsterdam - Rotterdam (Oude Lijn), die in 1924-'27 geëlektrificeerd werd. Daarnaast werd in 1927 de IJmondlijn geëlektrificeerd. In de loop der tijd was het materieel op een groot deel van het geëlektrificeerde net te zien.

### Inzet voor 1931
Tot de elektrificatie van de Zaanlijn in 1931 waren er in totaal 193 rijtuigen beschikbaar. Deze rijtuigen werden in de volgende volgorde samengesteld:
- 6 zevenwagentreinstellen mBD + Bec + Bec + Aec + mCd + Cec + mC
- 11 zeswagentreinstellen mBD + Bec + Aec + mCd + Cec + mC
- 11 achtwagentreinstellen mBD + Bec + Aec + mCd + Cec + mC (waarvan 2 reservetreinen)
- 4 driewagentreinstellen mBD + CeC + mC (IJmondlijn)[3]

### Inzet na 1931
In 1931 kwam er nog een nalevering in verband met de elektrificatie van de spoorlijn Amsterdam - Alkmaar (Zaanlijn). Er werden tussen 1923 en 1932 door diverse fabrieken totaal 130 motorrijtuigen en 129 rijtuigen afgeleverd.

### Elektrische trekkrachten[4]
De NS had in de Tweede Wereldoorlog nog geen elektrische locomotieven in dienst, hoewel contacten met leveranciers al liepen en na de oorlog resulteerden in de 1000-serie. Al in de zomer van 1940 ontstonden tekorten aan stoomlocomotieven voor het trekken van goederentreinen. Doordat dieseltreinen buiten dienst werden gesteld wegens motorbrandstoftekort, materiaalgebrek in de werkplaatsen, verplicht onderhoud aan stoomlocomotieven van de Deutsche Reichsbahn en toegenomen vervoer waren meer trekkrachten nodig. Voor het trekken van zware goederentreinen op het Middennet en de Oude Lijn werden van het Blokkendoosmaterieel vijf formaties van drie motorrijtuigen gemaakt. Hiermee werden vooral de zware kolentreinen afkomstig van de Limburgse mijnen tussen Eindhoven en het westen van Nederland getrokken. In 1942 nam door een strenge winter en een dientengevolge hoge defectenstand het tekort aan locomotieven dusdanig toe, dat het aantal combinaties met acht werd uitgebreid.

## Buitendienststelling
Nadat in het midden van de jaren vijftig nieuw materieel van het type Mat '54 en getrokken rijtuigen Plan E werd afgeleverd, werd tussen 1955 en 1960 het grootste deel van de motorrijtuigen tot getrokken rijtuigen verbouwd, waarbij de tractiemotoren en de stroomafnemers werden verwijderd. In 1959 reden de laatste elektrische Blokkendoostreinen voor reizigersvervoer. De laatste getrokken Blokkendoosrijtuigen reden in 1972 in reizigerstreinen. Nadien zijn diverse rijtuigen verkocht aan museumspoorlijnen, onder andere de Veluwsche Stoomtrein Maatschappij, de Stoomtrein Goes-Borsele en de ZLSM.

## Tweede leven

### Duitsland
Na de Tweede Wereldoorlog zijn diverse rijtuigen in het Oostblok achtergebleven. In de voormalige DDR zijn in de jaren tachtig en negentig nog diverse blokkendoosrijtuigen teruggevonden.

### Museummaterieel

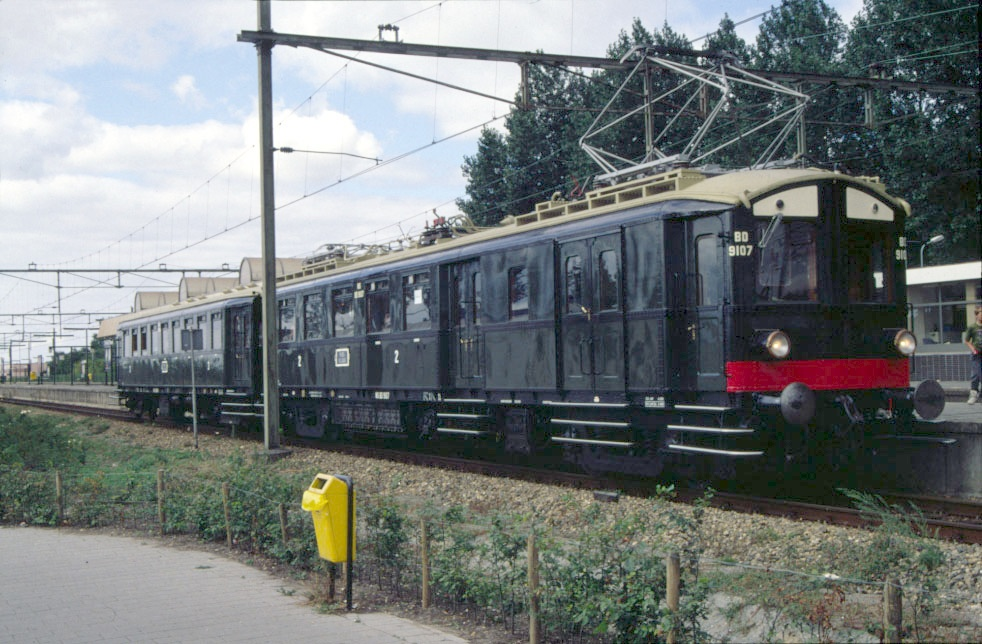
Tweewagenstel mBD 9107 en Ces 8104 te Heerhugowaard.

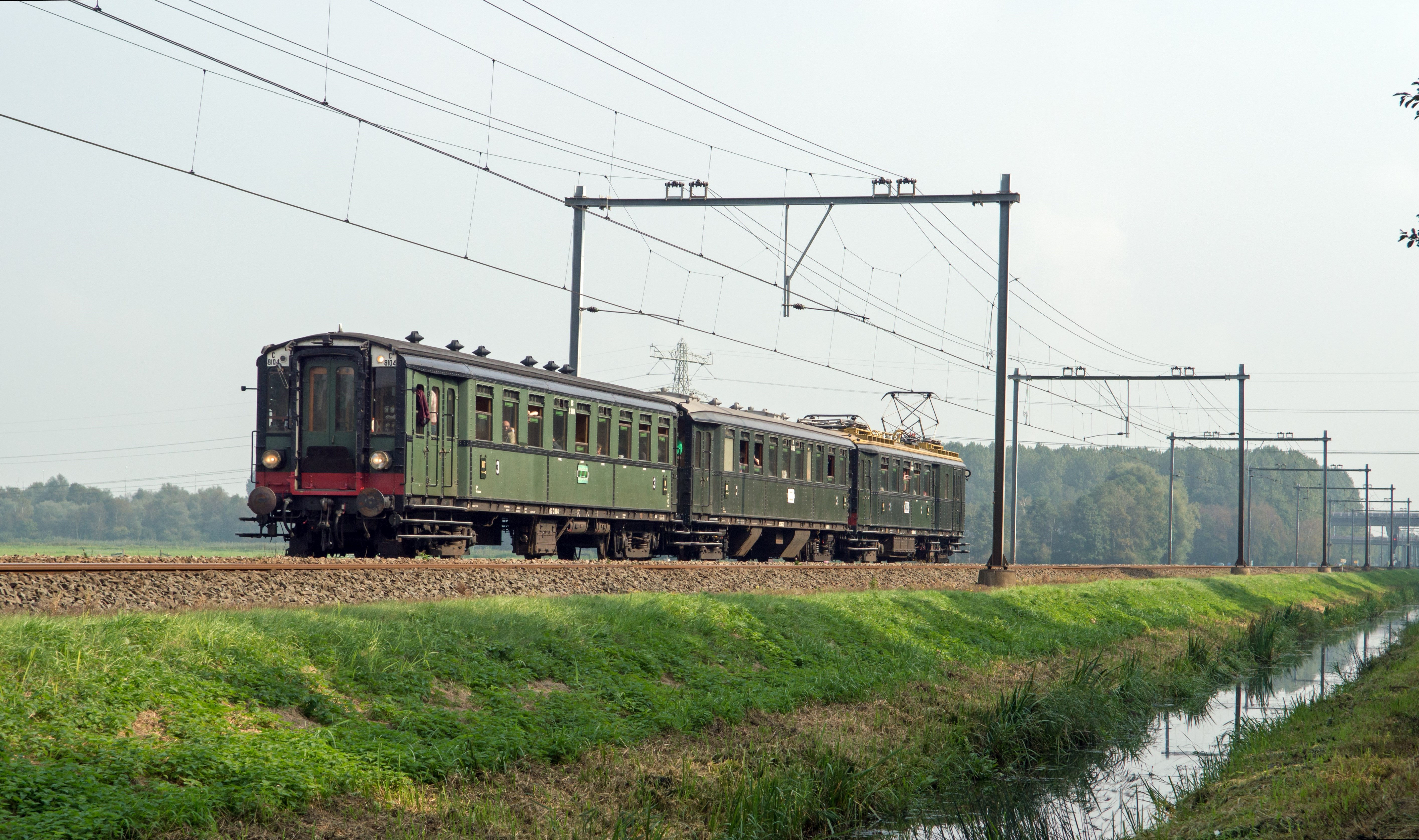
Museumblokkendoostrein met voorop stuurstandrijtuig Ces 8104, de Cec 8553 als middelste rijtuig en motorwagen mBD 9107 achteraan, tussen Halfweg en Spaarnwoude op een rit vanwege 175 jaarspoorwegen in Nederland tussen Amsterdam en Haarlem; 20 september 2014.

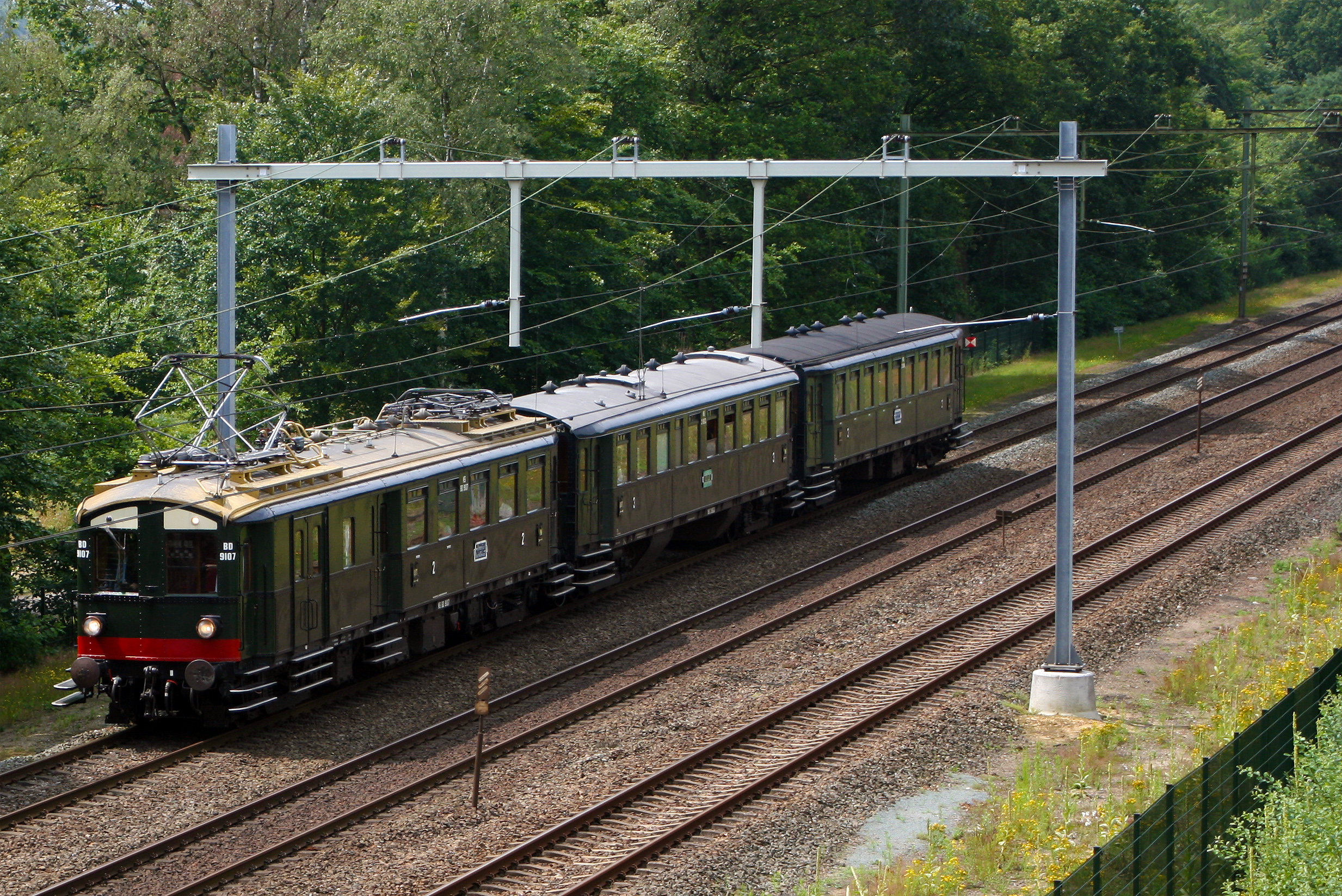
Museum Blokkendoostreinstel als 'Heimwee Express' tussen Den Dolder en Soestduinen; 2014.

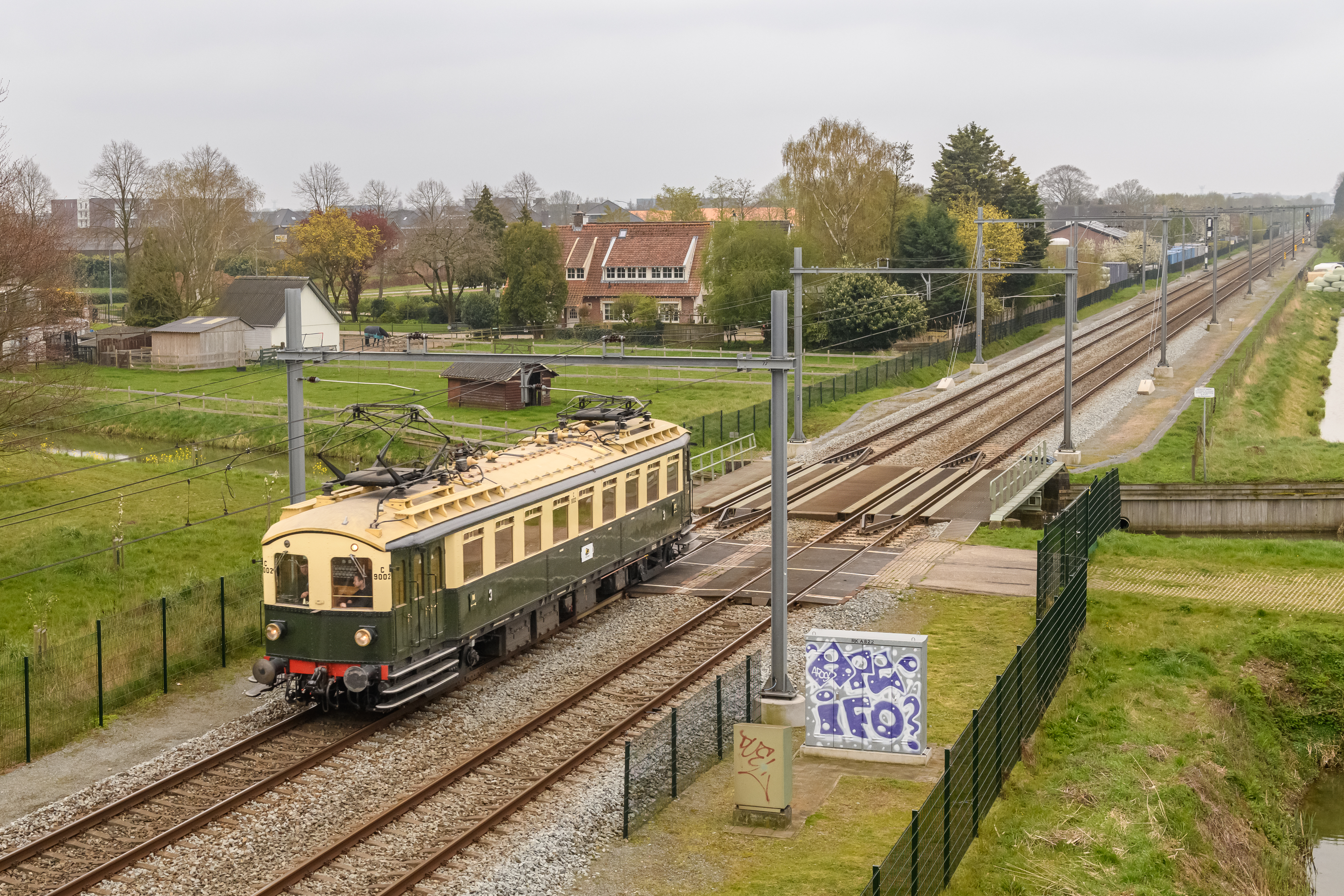
NS mC 9002 tijdens een proefrit te Elst op 16 april 2023.

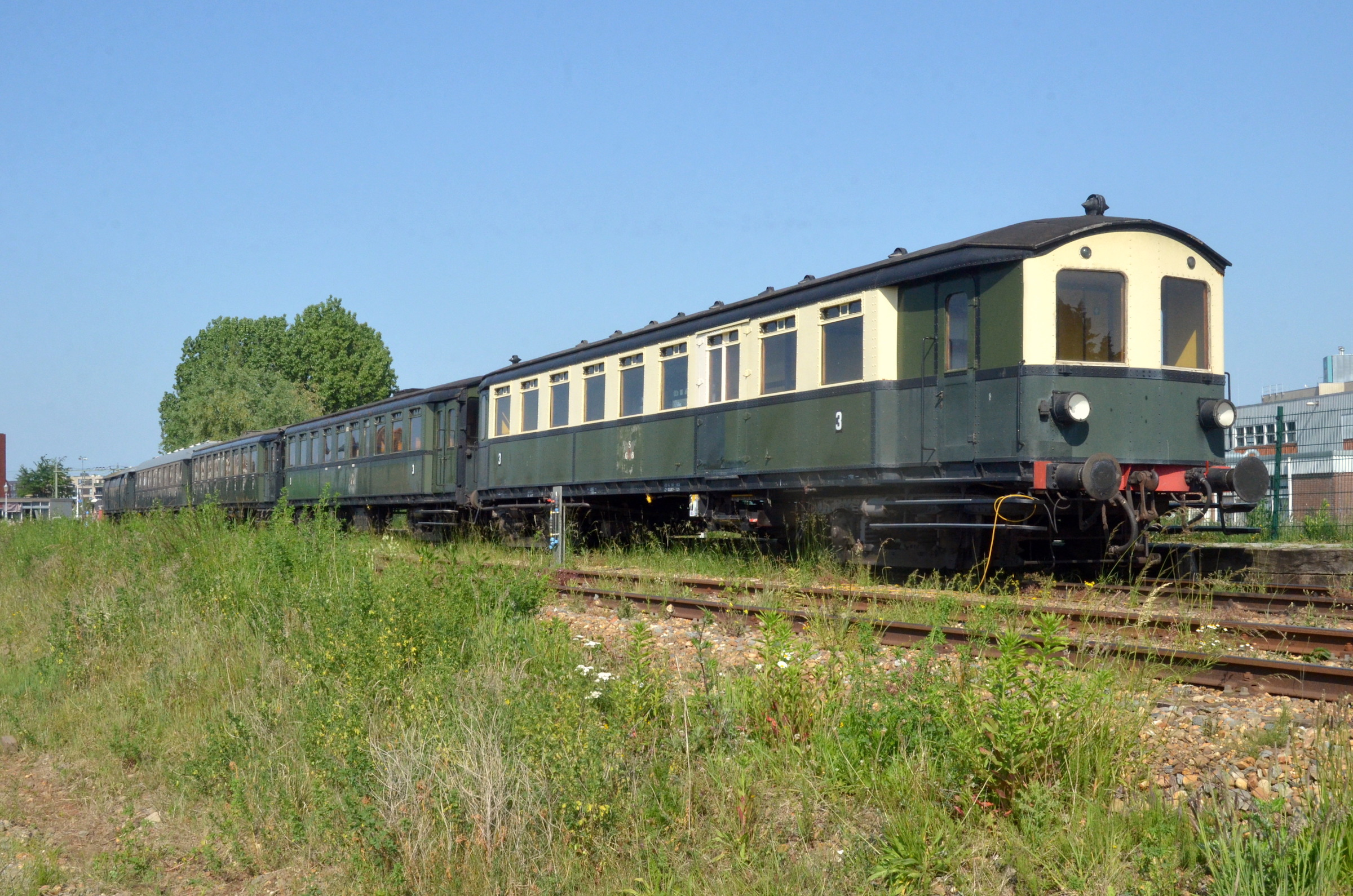
Rijtuigen, met mC 9015 voorop, bij de SGB te Goes.

In de jaren tachtig werd, uit onderdelen van diverse rijtuigen, een elektrisch museumstel geconstrueerd, bestaande uit een motorrijtuig en een rijtuig met stuurstand. Dit stel werd in 1989 geheel gerestaureerd in dienst gesteld. In 1994 werd nog een tussenrijtuig, voorzien van restauratieafdeling, toegevoegd om de verhuurbaarheid voor gezelschappen te vergroten. Dit materieel bevindt zich thans in de collectie van het NSM te Utrecht.
Het tweewagenstel bestond in eerste instantie uit het motorrijtuig mBD 9107 en het stuurstandrijtuig Ces 8104. Dit laatste rijtuig heeft voordien nooit bestaan: de serie bestond uit de Ces 8101 tot en met de Ces 8103, gebouwd door Beijnes te Haarlem. Voor het museumtreinstel is in de Hoofdwerkplaats Amersfoort uit diverse restanten van oude blokkendoosrijtuigen aan het eind van de 20e eeuw een "nieuwe" Ces aan deze serie toegevoegd: de Ces 8104.
Het later toegevoegde tussenrijtuig Cecr 8553 heeft de voordien nooit gebruikte aanduiding 'r' gekregen, voor restauratie.
Ook een der motordienstwagens (de Jaap) werd in de jaren negentig door de Hoofdwerkplaats Haarlem als museumrijtuig gerestaureerd. Dit rijtuig mC 9002 is teruggebracht in de oorspronkelijke kleurstelling crème-groen uit de jaren twintig en kan samen met het museumstel van het Spoorwegmuseum een vierrijtuigstel vormen. Op 10 oktober 2021 is de Jaap overgedragen aan Stichting 2454 CREW die de trein opnieuw heeft gereviseerd omdat deze enkele jaren had stilgestaan. Vanaf mei 2023 is het rijtuig ondergebracht bij de Stoomtram Hoorn-Medemblik. Vanuit Hoorn kunnen nu ritten worden gemaakt.
De Jules, van oorsprong motorrijtuig mBD 9006, de andere motordienstwagen die in 1968 eerst de naam Bromvlieg droeg, kreeg in 1966 het nummer 3084-9782-802-6. In 1969 werd deze omgedoopt tot Jules. Halverwege de jaren '60 werd er een experimentele thyristor-chopper van de Britse firma AEI (later GEC) ingebouwd voor de vermogensregeling van de tractiemotoren. In geval van een storing kon er omgeschakeld worden naar de reguliere vermogensregeling met rijweerstanden. De chopperinstallatie is later weer verwijderd. In 1976 is de Jules omgebouwd tot ATB-meetrijtuig en in de gele kleurstelling geschilderd. In 1992 werd dit rijtuig buiten dienst gesteld, waarna het in 1997 door de STIBANS werd verworven en in de bruine kleurstelling geschilderd als motorpostrijtuig mP 9204. Dit rijtuig is niet rijvaardig en staat op het terrein van de Wagenwerkplaats in Amersfoort.
De Blokkendoosrijtuigen in gebruik bij de Stoomtrein Goes-Borsele (SGB) en de Veluwsche Stoomtrein Maatschappij (VSM) worden getrokken door een stoomlocomotief. Tevens staan er op een camping te Eext nog een motorrijtuig en twee getrokken rijtuigen zonder museale status.
Op 3 november 2006 werd voor het eerst met een Museumblokkendoostrein bestaande uit zes rijtuigen gereden. Deze trein bestond uit de mC 9002, de drie rijtuigen van het Spoorwegmuseum en twee tussenrijtuigen van de SGB. Hiermee werd vanuit Haarlem een rit van meer dan 1000 km door het land gemaakt om geld in te zamelen voor een goed doel.
Op 7 december 2013 werd er op het traject Zwolle – Lelystad een viertal ritten gemaakt met Blokkendoosrijtuigen ter gelegenheid van de eerste verjaardag van de Hanzelijn. 150 inwoners van omliggende steden ontvingen hiertoe een speciaal treinkaartje van de Nederlandse Spoorwegen.

## Overzicht Museummaterieel
| Nummer   | Bij                            | Opmerking | Afbeelding |
| -------- | ------------------------------ | --- | ---------- |
| Bd 7507  | SGB                            | Voorheen Bec 8509 |            |
| Ces 8104 | NSM                            | Stuurstandrijtuig behorend bij mBD 9107. Opgebouwd uit mCd 9411. |            |
| Bec 8501 | VSM                            | In eerste instantie bij SSTT. In 1984 naar VSM. |            |
| Cec 8503 | VSM                            | |            |
| Cec 8505 | VSM                            | |            |
| Cec 8512 | Camping De Schaopvolte in Eext | |            |
| Aec 8508 | VSM                            | Voormalig rijtuig NS Ae4c3 8508, verbouwd tot montagewagen bij NS in 1957 met nummer 165 080 en later UIC 80 84 974 1618. In eerste instantie bij SGB. Op 12 januari 2015 naar de VSM. |            |
| Aec 8514 | Camping De Schaopvolte in Eext | |            |
| Cec 8524 | SGB                            | Voorheen rijtuig B 133 |            |
| Bec 8527 | VSM                            | Aanwezig als WR 8527 |            |
| Cec 8533 | SGB                            | Voorheen rijtuig B 134 |            |
| Cec 8535 | VSM                            | |            |
| Cec 8536 | VSM                            | |            |
| Cec 8543 | SGB                            | Voorheen Hoogovens Excursietrein 76102; daarvoor B 8151 / 5704. |            |
| Cec 8553 | NSM                            | Vormt samen met Ces 8104 en mBD 9107 een treinstel. Rijtuig Cec 8553 wordt gebruikt als middelste rijtuig van de Museumblokkendoostrein. |            |
| mC 9002  | 2454 CREW                      | In 1950 vernummerd tot mC 9452. Voormalige motordienstwagen 169306, die vanaf 1967 werd gebruikt voor wegleerritten vanuit het depot Eindhoven als 30 84 978 2 500-7, samen met de mC 9012 (later mC 9462, mB 9462, mDW 169310, 30 84 978 2 501-3). Begin oktober 2021 overgegaan van werkgroep mC 9002 jaap naar stichting 2454CREW |            |
| mBD 9006 | Wagenwerkplaats Amersfoort     | In de jaren dertig vernummerd naar BD 9106, in 1945 CD 9106. In 1956 weer BD 9106. In 1957 verbouwd tot mP 9204. In 1968 vernummerd naar 978 2 812, een jaar later 978 1 802. In 1976 vernummerd naar 978 1 601. |            |
| mC 9014  | STAR                           | Aanwezig als C 147. In 2017 verkocht aan M.IJ.S.M., station Marrum-Westernijkerk. |            |
| mC 9015  | SGB                            | Aanwezig als B 137 |            |
| mC 9037  | Camping De Schaopvolte in Eext | |            |
| mBD 9021 | Wagenwerkplaats Amersfoort     | Voorheen Stibans |            |
| mBD 9107 | NSM                            | Heeft de kop van de BD 9016 ('Jim'); vormt samen met Ces 8104 (en Cec 8553) een treinstel. |            |
| mCd 9410 | NSM                            | Reed eerder in de Hoogovens Excursietrein als 76105. In gebruik als restaurant bij het Nationaal Smalspoormuseum. |            |
| mCd 9415 | Spoorzone Tilburg              | In 2016 overgenomen van de SGB (rijtuig C 139; wordt gebruikt als restaurant). |            |
| mCd 9443 | Spoorzone Tilburg              | In 2014 overgenomen van de SGB (rijtuig RB 136; wordt gebruikt als hotel). |            |

ZHESM-materieel · Mat '24 · Verbrandingsmotorrijtuigen omBC · Stroomlijnmotorrijtuig omBC · Blauwe Engel · Kameel · Motorpost · DH 1 (Wadloper) · mDDM